# Hanói-Hanói
Hanói-Hanói é uma banda brasileira de pop rock surgida em 1985.

## História

### Inicio e sucesso
Criado por Arnaldo Brandão (ex-A Bolha, Brylho e A Outra Banda da Terra - que acompanhava Caetano Veloso) a partir de uma parceria com o poeta Tavinho Paes, o guitarrista mineiro Affonso Heliodoro dos Santos Jr., o Affonsinho, e o baterista Pena, o Hanoi Hanoi gravou seu primeiro LP, homônimo, em 1986, que inclui o maior sucesso da banda, "Totalmente Demais" (posteriormente regravado por Caetano Veloso) e "Bla, bla, blá... Eu Te Amo" (mais conhecido pela interpretação de Lobão, com o título "Rádio Blá"). Esse álbum teve apenas 30 mil cópias vendidas.
Em 1988, em seu segundo disco, Fanzine o grupo lançaria outra música que ficaria famosa com outro intérprete: "O Tempo Não Pára", parceria de Brandão com Cazuza, que popularizou a própria versão.
O terceiro disco, "O Ser e o Nada" (EMI), é de 1990 e tanto o título quanto o conceito do disco são empréstimos feitos ao papa do existencialismo, Jean-Paul Sartre.
O grupo teve seu grande momento ao vivo durante o Rock in Rio II, em 1991, quando participou do festival substituindo a banda Barão Vermelho.
No ano seguinte, foi lançado Coração Geiger.
A banda ainda lançaria o CD "Credus" em 1995, contendo gravações feitas durante uma turnê em 1993. No mesmo ano a banda terminou.
Tavinho Paes e Arnaldo Brandão continuaram a parceria que iniciaram nos anos 80, com mais de 50 canções editadas e gravadas após o fim da banda.

### Retorno
A partir de 2003, com o revival de bandas dos anos 80, o Hanoi Hanoi voltou a fazer apresentações esporádicas pelo Brasil.
Em 2006, a música  "Totalmente Demais" é regravada pela cantora Perlla e faz parte trilha sonora da novela Cobras & Lagartos. Em 2015, é regravada pela cantora Anitta e faz parte trilha sonora da novela de mesmo nome, levando a música novamente às paradas. Com o sucesso, a banda se apresenta no programa Domingão do Faustão em 2016.
Em 2017, o Hanoi Hanoi gravou um DVD ao vivo, em Belo Horizonte, em alusão aos 30 anos da banda, com a participação de Samuel Rosa, do rapper Flávio Renegado, Affonsinho Heliodoro, dentre outros.

## Discografia

### Álbuns de estúdio
| Título         | Detalhes do álbum                          |
| -------------- | ------------------------------------------ |
| Hanoi Hanoi    | - Lançamento: 1986 - Gravadora: RCA Victor |
| Fanzine        | - Lançamento: 1988 - Gravadora: SBK        |
| O Ser e o Nada | - Lançamento: 1990 - Gravadora: EMI        |
| Coração Geiger | - Lançamento: 1992 - Gravadora: EMI        |

### Álbuns ao vivo
| Título               | Detalhes do álbum                                 |
| -------------------- | ------------------------------------------------- |
| Credus               | - Lançamento: 1995 - Gravadora: Spotlight Records |
| Palco (Ao Vivo 1994) | - Lançamento: 2017 - Gravadora: Music Bunker      |

## Integrantes

### Formação atual
- Arnaldo Brandão (baixo e voz)
- Sérgio Vulcanis (guitarra e vocal)
- Marcelo da Costa (bateria e vocal)
- Ricardo Bacelar (guitarra, teclado e vocal)

### Ex-integrantes
- Affonsinho (guitarra e vocal)
- Pena (bateria e vocal)
- Cássio
- Edmardo Galli
- Kiko Ramos
- Alex Holanda